# FC Rànger’s
Incope Venecia Ranger's FC – klub piłkarski z Andory z siedzibą w Andorra la Vella, dwukrotny mistrz kraju (2006, 2007).

## Europejskie puchary
Legenda do wszystkich tabel:
- Q – runda eliminacyjna, 1/16, 1/8, 1/4, 1/2 – odpowiednia faza rozgrywek, Grupa – runda grupowa, 1r gr – pierwsza runda grupowa, 2r gr – druga runda grupowa, F – finał, R – runda, PO – play-off
- k. – rzuty karne, los. – losowanie, Dogr. – dogrywka, w. – zasada bramek strzelonych na wyjeździe

| Sezon   | Rozgrywki        | Runda | Klub             | Dom | Wyjazd | Ogólnie |
| ------- | ---------------- | ----- | ---------------- | --- | ------ | ------- |
| 2005    | Puchar Intertoto | 1R    | Sturm Graz       | 1–1 | 0–5    | 1–6     |
| 2006/07 | Puchar UEFA      | 1Q    | FK Sarajevo      | 0–2 | 0–3    | 0–5     |
| 2007/08 | Liga Mistrzów    | 1Q    | Sheriff Tyraspol | 0–3 | 0–2    | 0–5     |